# Hold-Up (фильм, 2020)
«Hold-Up: возвращение к хаосу», или «Ограбление: возвращение к хаосу» (фр. Hold-Up : Retour sur un chaos), — псевдонаучный пропагандистский фильм на тему коронакризиса, 2020 года, снятым французским конспирологом.
Режиссёр Пьера Барнериа́са, совместно с Николя Реутски (Nicolas Réoutsky) и Кристофом Коссе́ (Christophe Cossé) в момент своего выхода в ноябре 2020 года (начиная с 6 ноября для финансировавших фильм интернетчиков) и подвёргшийся цензуре на платформе платного видеохостинга Vimeo уже на следующий день после официального выпуска 11 ноября. После чего фильм был выложен во всеобщий бесплатный доступ на YouTube.
Реакция многих СМИ была резко негативной, с обвинениями авторов в ложных высказываниях и инсинуациях в адрес властей, а также в способствовании распространению теорий заговора.
Фильм, передавая мнения специалистов о неоднозначных административных решениях: ношение масок, социальные ограничения вплоть до самоизоляции, запрет лекарства гидроксихлорохин и пр., по ходу раскрытия темы озвучивает догадку «о манипуляции в мировом масштабе»: использование COVID-19 членами Всемирного экономического форума с целью подчинения человечества и намеренное создание вируса SARS-CoV-2, как часть их же плана, именуемого Великая перезагрузка. Резюме фильма от газеты Лё Монд: «COVID-19 — не более чем лёгкая форма гриппа; меры по охране здоровья, принятые с весны, не имели смысла, и граждане всего мира одурачены коррумпированной элитой».

## Фильм

### Идея
Согласно авторам, идея фильма созрела к августу 2020 года — на фоне отсутствия информации о пандемии COVID-19, вкупе со множественными тревожно-противоречивыми действиями государственных чиновников, в чьи обязанности входило разрешение кризиса. На тот момент не были изучены:
- происхождение вируса;
- скандал с мошеннической статьёй уважаемого медицинского журнала «Lancet», направленной против гидроксихлорохина;
- неожиданный запрет медикам Франции прописывать это лекарство, показавшее свою эффективность в течение последних 60 лет;
- вред, нанесённый социальными мерами (всеобщий карантин или локдаун, обязательные маски, социальная дистанция, комендантский час и т. д.);
- ошеломляющая информация с доказательствами и подтверждениями из книги профессора Кристиана Перронна «Y a-t-il une erreur qu'ils n'ont pas commise ?[фр.]» («Есть ли ошибка, которую они не совершали?»; июнь 2020);
- ни строчки об этом издании во французском новостном агентстве Франс-Пресс, хотя книга разошлась более чем 100 тыс. экз.

При полном молчании СМИ по данным вопросам, авторы приступили к созданию фильма 25 августа 2020 года.

### Финансирование
Независимое производство фильма финансировалось с помощью краудфандинга и пожертвований, в общей сумме до 300 тысяч евро.

### Интервьювируемые
Среди 36 специалистов, давших интервью для фильма, более других известны (по старшинству):
1. Люк Монтанье (род. 1932) — профессор, лауреат Нобелевской премии по медицине 2008 года.
2. Жан-Бернар Фуртильян (род. 1943) — фармацевт и фармаколог, бывший профессор университета.
3. Моника Пинсон-Шарло[фр.] (род. 1946) — известный социолог.
4. Майкл Левитт (род. 1947) — британский, израильский и американский биофизик, лауреат Нобелевской премии по химии за 2013 год.
5. Режис де Кастельно[фр.] (род. 1950) — адвокат.
6. Филипп Дуст-Блази (род. 1953) — бывший министр иностранных дел, врач-кардиолог по образованию.
7. Мишель Розенцвейг[фр.] (род. 1954) — бельгийский психоаналитик.
8. Кристиан Перронн[фр.] (род. 1955) — профессор университета и практикующий врач в больнице.
9. Лоран Тубиана[фр.] (род. 1958) — эпидемиолог и эксперт в области информационных систем здравоохранения.
10. Виолена Герен[фр.] (род. 1960) — эндокринолог и гинеколог.
11. Мартина Воннер[фр.] (род. 1964) — врач-психиатр и французский политик.
12. Александра Генрион-Код[фр.] (род. 1969) — генетик английского происхождения.
13. Ариана Бильгеран[фр.] (род. 1978) — психолог, автор книг и статей о ментальных манипуляциях и психологии власти.
14. Луи Фуше[фр.] (род. 1979) — анестезиолог-реаниматолог из Марселя.

### Поставленные вопросы
Никто не изучал представленные миру апокалиптические цифры. Можно простить один локдаун, но не больше. Почему за несколько недель население оказалось в положении заложника из-за противоречивых споров учёных?. Почему политики слушают вхожего к ним британца Нила Фергюсона с его математическими формулами в применении к эпидемиологии, если он уже продемонстрировал их ошибочность в 2009 году, когда не случились вычисленные им миллионы жертв в мире и полмиллиона в самой Великобритании. Отчего внимают его формулам в 2020 году, хотя он повторяет свои цифры?.
Возмущают штрафы за неношение маски. Возрастной профиль умирающих на 50 % соответствует возрасту естественной смерти (>85 лет). Состояние «счастливой гипоксии» (фр. hypoxie heureuse), составляющее 20 % умирающих в день поступления в больницу, используется авторами статьи (Simon Cauchemez и Arnaud Fontanet), скоропалительной и настаивающей на введении локдауна. Умирающих меньше, чем от туберкулёза.
Почему с лета 2020 года статистика меняется, считая не жертвы, а «позитивно-тестированных», — при том, что тесты не отличаются надёжностью с научной точки зрения; французские разнятся, например, с немецкими; тесты могут отразить следы предыдущих гриппов и т. п.
Александра Генрион-Код: «Чем можно объяснить это зашкаливающее число экспериментальных мер, применяемых впервые. Здоровое население, которое оставляют по домам — такого никогда не делалось раньше. Никогда раньше не заставляли носить маски здоровых людей. Никогда раньше не заставляли носить маски на улице. И никогда раньше при разработке вакцины не ускоряли процедуру испытаний и не пропускали третью фазу.».

### Выход фильма
Монтаж фильма был закончен к 9 ноября 2020 года. Ещё 6 ноября рабочая копия была разослана всем участникам фильма для их одобрения, а также всем подписчикам краудфандинга. На следующий день эта копия разошлась по социальным сетям.
11 ноября — официальный выход на «Vimeo», и 26 тысяч оплаченных просмотров. На следующий день газета «Либерасьон» в своей передовице обвинила авторов в «вирусе комплотизма», и использовала впоследствии неподтверждённые аргументы. В тот же день вечером видеохостинг «Vimeo» запретил фильм, вернул предоплату покупателям, но оставил себе полученные деньги за прокат, ничего не выплатив создателям фильма. Вопрос об этом факте цензуры не обсуждался в СМИ, хотя была попрана свобода слова, столп демократии.
На официальном сайте фильма можно посмотреть как сам фильм, так и ознакомиться со ссылками-источниками на всё сказанное в фильме.

## Критика

### Положительная
Фильм получил поддержку, в частности, сенатора от Бургундии Алена Упера. В соцсетях фильм рекламировали также Софи Марсо, Карла Бруни, Максим Николь, Жюльет Бинош и газета «Лё-Паризьен»; а для газеты «Франс-суар» аргументы фильма — это высказанные вслух вопросы в головах миллионов французских избирателей.
«Когда этот фильм вышел, масса людей стала говорить: в этом фильме то, о чём я уже думаю три месяца», — сказал редактор парижского издания «Русская мысль» Виктор Лупан.

### Отрицательная
Фильм обвинили в том, что он продвигает сразу несколько теорий заговора о пандемии COVID-19. Что его вывод о том, что мировая элита сформировала глобальный заговор против граждан в результате пандемии, является ложным. Что большинство заявлений, представленных в фильме, были опровергнуты специалистами по проверке фактов. Корали Дюбо из президентской партии «La République En Marche» назвала в Твиттере фильм не журналистикой, а блокбастерной, бюджетной, конспиративной пропагандой. Политик Летиция Авиа охарактеризовала проект как «умопомрачительный» и «фейковые новости на фейковых новостях».
Бывший министр здравоохранения Филипп Дуст-Блази, участник фильма, открестился от проекта: «Я не видел этот фильм, и если есть хоть малейший заговор, я хочу сказать как можно яснее, что я отмежевываюсь от него», — заявил Дуст-Блази в Твиттере. Его пожелание было уважено создателями, а в оригинальной версии фильма бывший министр говорил о том, что дешёвый гидроксихлорохин применялся в мире миллиарды раз, и случаи побочного эффекта единичны.
Сайт-финансист «Ulule» запретил любую рекламу фильма на своей платформе из-за его политизации. Запрет фильма на интернет-платформах только породил эффект Стрейзанд.